# Tomás Eloy Martínez
Tomás Eloy Martínez (Tucumán, 16 de juliol de 1934 - Buenos Aires, 31 de gener de 2010) va ser un escriptor i periodista argentí, guionista de cinema i assagista.
Va ser el primer director periodístic del programa Telenoche. Com a editor de revistes, va posar per primera vegada al seu país a un escriptor en portada, el cas de Jorge Luis Borges a Primera Plana.

## Biografia
Va néixer en San Miguel de Tucumán, Argentina. Va estudiar al Gymnasium de la UNT i es va graduar com a llicenciat en Literatura espanyola i llatinoamericana a la Universitat Nacional de Tucumán i, en 1970, va obtenir un Mestratge en Literatura a la Universitat de París VII.
A Buenos Aires, va ocupar els càrrecs de:
- Crític de cinema per al diari La Nación (1957-1961)
- Cap de redacció del setmanari Primera Plana (1962-1969).
- Entre 1969 i 1970 va ser corresponsal de l'editorial Abril a Europa, amb seu a París,
- Director del setmanari Panorama (1970-1972).
- Va dirigir el suplement cultural del diari La Opinión (1972-1975).

### Exili
Després de les amenaces de la Triple A, entre 1975 i 1983 va viure exiliat a Caracas (Veneçuela); allí va exercir els càrrecs de:
- Editor del Paper Literari del diari El Nacional (1975-1977)
- Assessor de l'Adreça d'aquest mateix diari (1977-1978).
- Fundador del Diario de Caracas, del que va ser director de Redacció (1979).

En 1991, va participar en la creació del diari Siglo 21 de Guadalajara, Mèxic, que va sortir durant set anys, fins a desembre de 1998.

### Retorn i partida
Va ser part de la Cooperativa de Periodistes Independents que editava la revista El Porteño.
Al juny de 1991, va crear el suplement literari Primer Plano del diari Página/12 de Buenos Aires, que va dirigir fins a agost de 1995.
Des de maig de 1996, va ser columnista permanent del diari La Nación de Buenos Aires i de The New York Times Syndicate, que va publicar els seus articles a dos-cents diaris a Amèrica i Europa, com El País, d'Espanya.

## Premis i reconeixements
Va guanyar en 2002 el Premi Internacional Alfaguara de Novel·la per El vuelo de la reina.
En 2004 se li va atorgar el Diploma al Mèrit dels Premis Konex a les Letras en la disciplina Novela: Quinquenio 1994 - 1998.
En 2008, va ser guardonat amb el Premi Còndor de Plata a la trajectòria que lliura l'Associació de Cronistes Cinematogràfics de l'Argentina, la distinció en el seu tipus més important del país. El premi va ser per la seva fecunda trajectòria dins del periodisme i la crítica cinematogràfica.
En 2009, va resultar premiat pel diari El País d'Espanya amb el Premi Ortega y Gasset de Periodisme a la Trajectòria Professional. 

## Obres
Novel·les
- 1969: Sagrado
- 1985: La novela de Perón
- 1991: La mano del amo
- 1995: Santa Evita
- 2002: El vuelo de la reina (Premio Alfaguara de Novela 2002)
- 2004: El cantor de tango
- 2008: Purgatorio

Contes
- 1979: Lugar común la muerte (relatos de ficción testimonial).
- 2014: Tinieblas para mirar (recopilación de relatos inéditos; libro póstumo).

Assajos
- 1961: La obra de Ayala y Torre Nilsson. Estructuras del cine argentino
- 1980: Ramos Sucre. Retrato del artista enmascarado
- 2000: Ficciones verdaderas

Cròniques
- 1974: La pasión según Trelew, cuya tercera edición fue quemada en la plaza del III Cuerpo de Ejército, en Córdoba, por la dictadura militar.
- 1999: El sueño argentino
- 2003: Réquiem por un país perdido (reelaboración y ampliación de El sueño argentino)

Altres llibres
- 1996: Las memorias del general, una crónica sobre los años 70 en Argentina.
- 2004: Las vidas del general
- 2006: La otra realidad (antología)
- 2011: Argentina y otras crónicas (ensayos y textos periodísticos)

És també autor de quatre guions per a cinema, tres d'ells en col·laboració amb el novel·lista paraguaià Augusto Roa Bastos, i de diversos assajos inclosos en volums col·lectius.

## Filmografia
Guionista
- El último piso (1962)
- El terrorista (1962)

Idea original
- La Madre María (1974)

Argument
- El demonio en la sangre (1964)

Intèrpret com ell mateix
- Un rey para la Patagonia (Documental) (2011)
- José y Pilar (Documental) (2010)
- Grandes biografías (Serie documental de televisió)
  - Evita Peròn: The Woman Behind the Myth (1996)